# ひかり (列車)

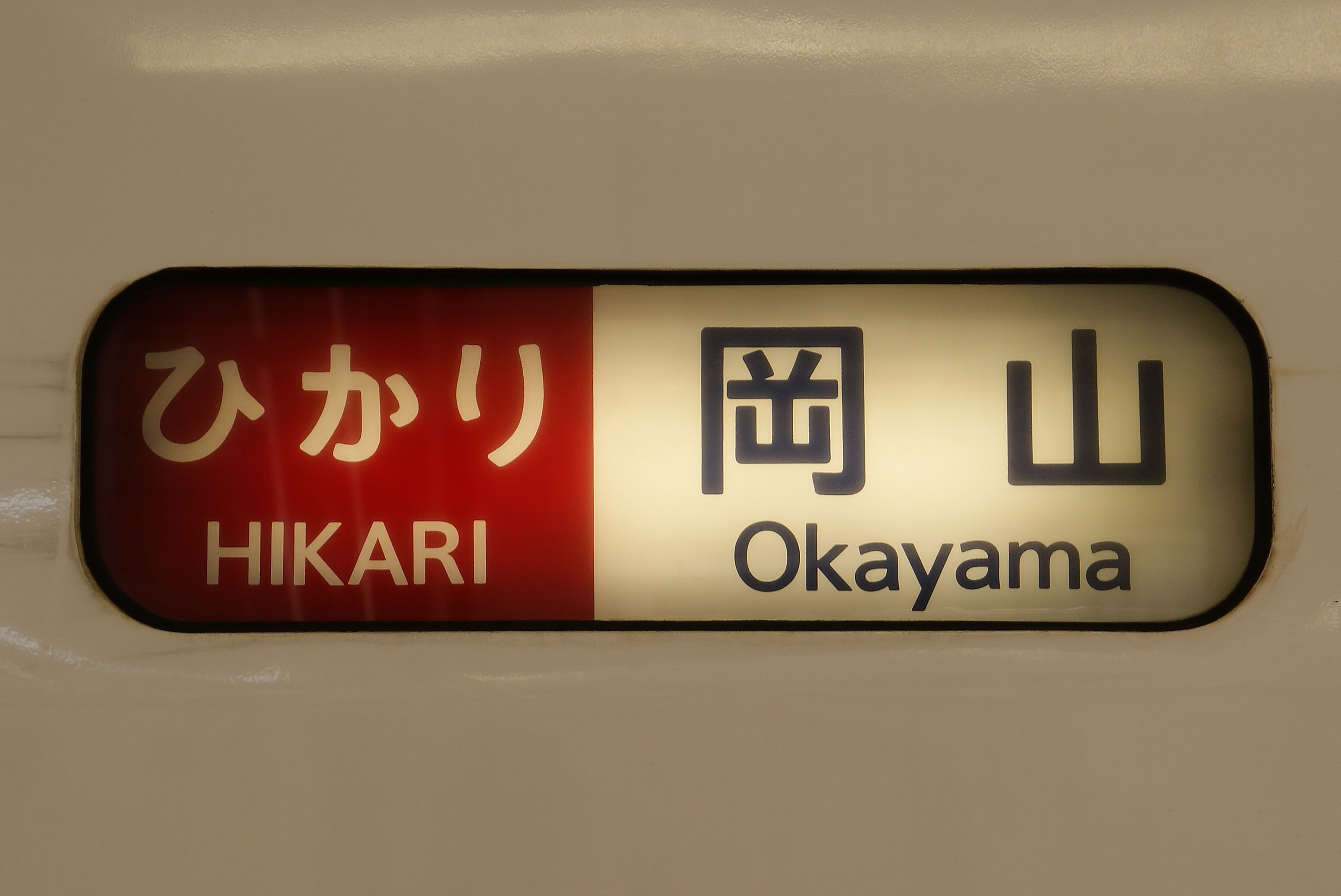
行先表示機などにおける案内では赤色が用いられる。

ひかりは、東海旅客鉄道（JR東海）および西日本旅客鉄道（JR西日本）が東海道新幹線・山陽新幹線で運転している特別急行列車の愛称である。案内表示では赤色が用いられる。

## 概要
1964年（昭和39年）10月1日の東海道新幹線が開通した当初から、当時の日本国有鉄道（国鉄）により、東京 - 新大阪間を途中名古屋駅・京都駅のみに停車する“速達型列車”として誕生した。運行開始当時は、各駅に停車する「こだま」とともに「夢の超特急」とも称された。その後1972年（昭和47年）3月15日の山陽新幹線岡山駅開業、1975年（昭和50年）3月10日の山陽新幹線博多駅延伸に応じて運行区間を延ばし自由席も作られ、長く東海道・山陽新幹線の全区間を走行する速達型列車として運転されていた。
その一方で山陽新幹線区間では開業当初から途中の停車駅が多い列車と少ない列車が設定され、本数も「こだま」の運行本数を大きく上回るようになり、列車によってはおなじ「ひかり」でありながら“速達型列車”と“途中駅通過型列車”の二つの側面を持つようになった。一時期は京都 - 博多間が各駅停車となる「ひかり」さえ設定されていたほどである。
国鉄の分割民営化以後は東海道新幹線を担当するJR東海と山陽新幹線を担当するJR西日本との共同運行により、基本的には国鉄時代の運行体勢を維持して運行されてきたが、1992年の「のぞみ」運行開始後は速達型列車の役割を「のぞみ」にシフトさせることとなり、2003年10月以降は速達型列車である「のぞみ」を補完する“途中駅通過型列車”としての役割を主に担うようになっている。2023年現在は東京 - 博多間を直通する「ひかり」は存在せず、東京発着列車は最遠でも広島駅から（上り1本のみ）、博多発着の「ひかり」は最遠でも名古屋駅から（下り1本のみ）の運行となっている（詳細後述）。なお、「ジャパン・レール・パス」および「フルムーン夫婦グリーンパス」では「のぞみ」に乗車できないため、同切符を所持している旅行客にとっては当列車が東海道新幹線における最速達列車として機能している。
上述のように、東海道・山陽新幹線では長きにわたって主力列車の名称として用いられてきたこともあり、かつては「（東海道・山陽）新幹線=『ひかり』」とのイメージが強く、東海道・山陽新幹線の第二世代車両である100系新幹線の俗称、あるいは第三世代車両である300系新幹線開発のために製作されたモックアップ（スーパーひかりモデル）および「のぞみ」の名称決定前の仮称として、いずれも「スーパーひかり」の呼称が用いられていた。

### 列車名の由来
東海道新幹線で運行される特急列車の名称は開業前に公募で選ばれ、応募総数558,882通のうち、1位が「ひかり」で19,845票、そして「はやぶさ」、「いなづま」、「はやて」、「富士」、「流星」、「あかつき」、「さくら」、「日本」、「こだま」、「平和」、「すいせい」、「つばめ」、「やまと」、「東海」、「オリンピア」、「やまびこ」、「つばさ」、「あさひ」、「日ノ丸」と続いた。20位から下には現在使用されている「のぞみ」、また中には「弥次・喜多」、「広重」、当時の人気漫画・アニメの主人公である「アトム」、「エイトマン」などもあったという。「光」と「木霊」（音）の組み合わせで、列車の速度差を表したとも言われる。光速の次が音速ならペアを組ませるのに丁度良いということもあった。
なお、計画時には列車名は設定せずに個々の列車を航空機のように列車番号だけで区別する予定だったが、「名前が欲しい」という要望が多数来たために列車名を付けることになった。

### さまざまなバリエーション

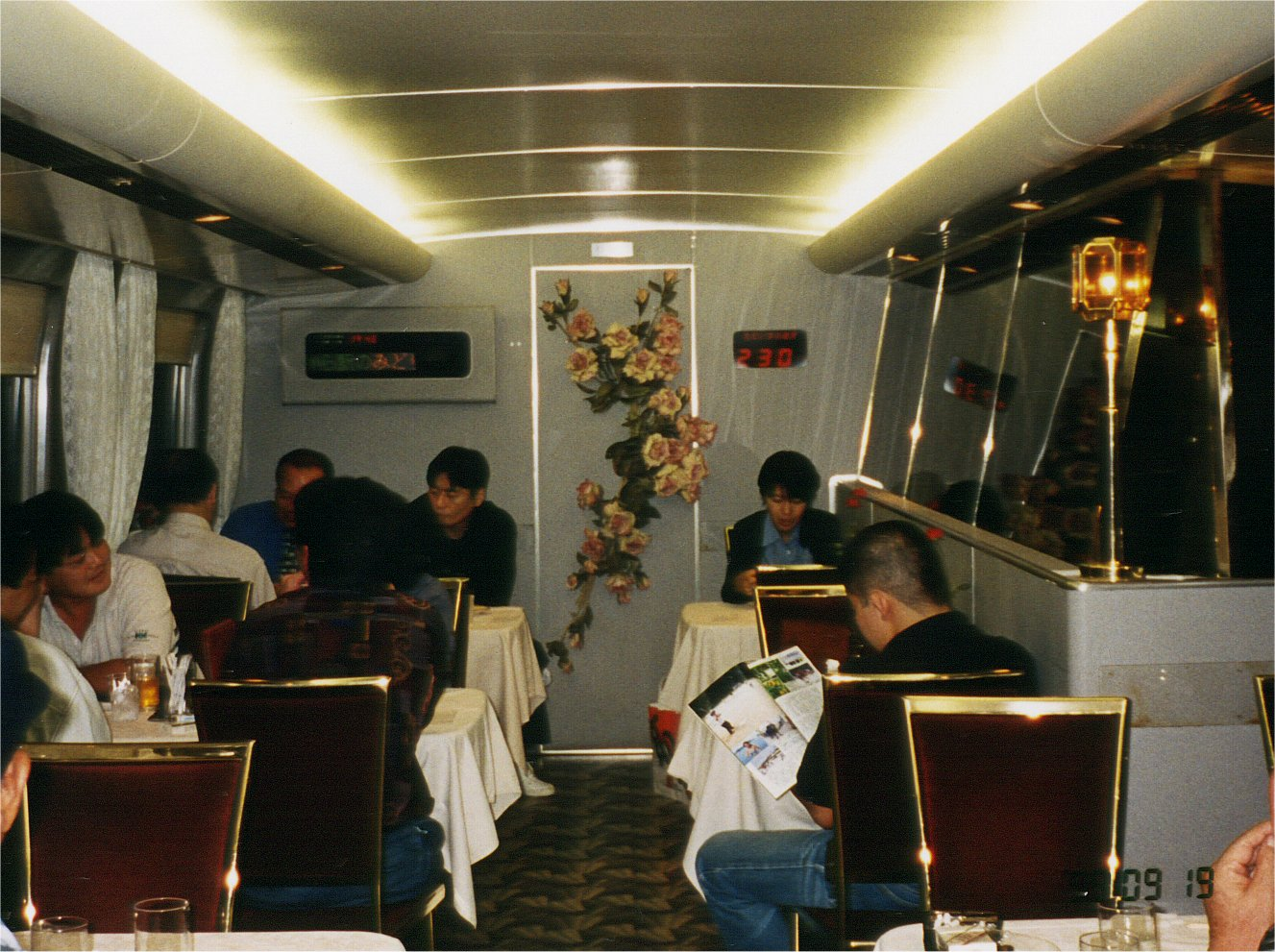
「グランドひかり」食堂車

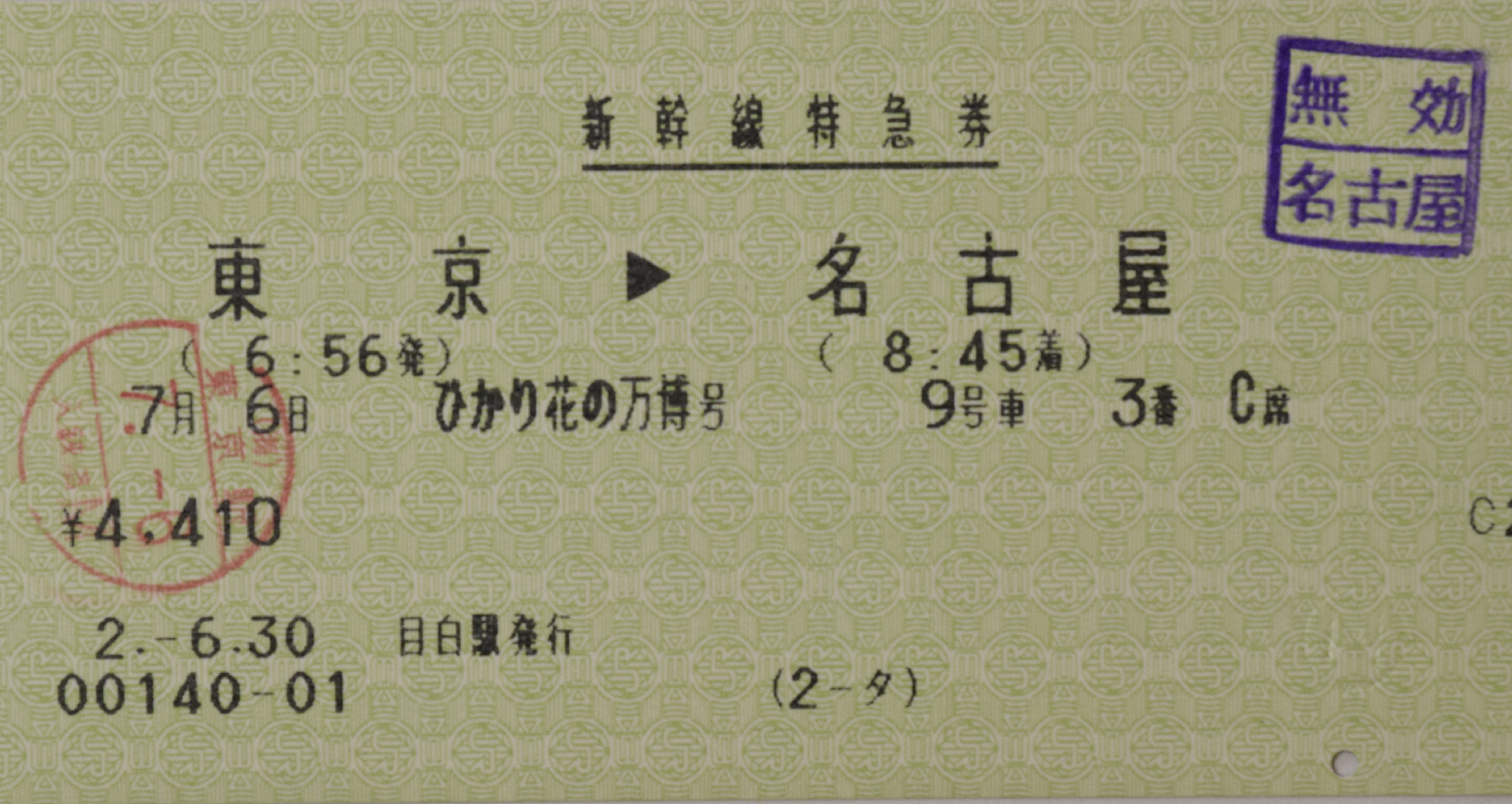
ひかり花の万博号の指定席特急券

「ひかり」には国鉄分割民営化以降、山陽新幹線を中心にさまざまなバリエーションが登場している。これらはいずれも「ひかり」の愛称であり、本来の列車名はいずれも「ひかり」である。以下は特記無ければ運転区間は山陽新幹線に限る。
ウエストひかり
0系6両または12両の専用編成により運行された、山陽区間限定運行の「ひかり」。普通車の座席は横2+2配列で、ビュフェを連結、また一時期シネマカーを連結したものもあった。最高速度は220km/h。1988年3月13日に1日4往復で運行を開始し、2000年4月21日に運行を終了した。
グランドひかり
JR西日本所有の100N系（100系3000番台）を用いた列車で、JR東海所有の100系X・G編成と異なり2階建て車両を中間に4両連結していた。最高速度は東海道区間220km/h、山陽区間230km/h。新大阪 - 博多間を最短2時間49分（停車駅：岡山駅・広島駅・小倉駅）で結んだ。1989年3月11日に1日2往復で運行を開始し、最盛期には1日8往復まで拡大したものの、新型車両登場による高速化などから2002年11月23日に運行を終了した（食堂車については2000年3月10日をもって営業が休止された）。
シャトルひかり
本来は山陽区間用「こだま」に用いられる0系6両R編成を用いた列車。岡山 - 博多間や広島 - 博多間では各駅に停車していた。1991年3月16日に1日2往復で登場し、1997年11月28日に廃止された。
ウィークエンドひかり
その名の通り週末の金曜と休日にのみ運転された「ひかり」。週末自宅に戻る単身赴任者向けに1992年に登場したもので、全席自由席としていた。車両は0系R編成6両を使用。運行区間は下りの新大阪 → 広島間のみ（一部は博多行き。この場合16両編成が使用されることがあった）。
ファミリーひかり
0系6両R編成のうち、家族向けの改造を施した専用編成（R2, R22, R24編成）を用いた「ひかり」。3号車はビュフェを撤去し、プレイルーム「こどもサロン」を設置した。繁忙期にのみ運転され、全車指定席であった。1995年7月21日に初登場。
登場当初はR22編成の客室を遊戯室「こどもサロン」に改造し、全席指定の臨時「ファミリーひかり」として運用された。R22編成の遊戯室はその後座席復元されたが、1995年12月からはR2, R24編成の2本が正式に「ファミリーひかり」編成となった。この2本はビュフェ室と客室（37形）の一部「こどもサロン」として改造され、車両番号も7700番台に変更となった。多客期の臨時には全席指定の「ファミリーひかり」として運行し、その合間は「こだま」にも運用された。また、1997年のアコモ改善の際には「ひかり」であること（ただし、編成番号は「こだま」編成を示すR編成のまま）から優先的にアコモ改善工事が施されたが、2002年夏の臨時列車を以て運転されなくなった。
ひかりレールスター
「ウエストひかり」の後継として2000年3月11日に登場した、700系8両E編成を使用した山陽区間限定運行の「ひかり」。『サルーンシート』と呼ばれる普通車指定席は2+2シートで、他の「ひかり」編成よりもゆとりを持たせてある。4人用コンパートメントもあり、運賃と指定席特急料金のみで利用できる（3・4人利用時）。最高速度は285km/h。最速で新大阪 - 博多間を2時間40分（2009年3月14日以降）で結ぶ。他の派生型「ひかり」と異なり、駅や車内での表示・アナウンスでも「ひかりレールスター」と案内される。
九州新幹線全線開業時に700系を置き換える形で運行を開始したN700系8両編成充当列車は「ひかりレールスター」とは案内されず、2023年3月18日現在「ひかりレールスター」自体の本数は上り1本のみにとどまる。
東海道ビジネスひかり
1980年10月1日ダイヤ改正で登場。当時ひかりは東京 - 新大阪以西での運転かつ東京 - 名古屋間ノンストップが中心だったが、早朝・深夜に東京 - 名古屋間を運転するひかりを静岡・浜松・豊橋にも停車する形で設定するに当たり告知目的で付けられた。その後名称は衰退しているが、2021年現在も早朝・深夜に東京 - 名古屋間を運転する静岡・浜松・豊橋にも停車するひかりは1日2往復の運転がある。
ひかり花の万博号
1990年に開催された国際花と緑の博覧会に合わせて、東海道新幹線にてひかり花の万博号が運行された。

## 運行概況
2024年3月16日ダイヤ改正時点のものである。
2020年3月14日のダイヤ改正及び全列車285km/h化に伴う「のぞみ」の増発で、「ひかり」の号数が400号台を廃止しすべて500号台に統一され、500号台の一部が600号台に変更。
東海道区間における日中は1時間あたり東京 - 新大阪間1本（東京33分発、新大阪18分発）と東京 - 岡山間1本（東京03分発、岡山36分発）の計2本が基本となっている。朝の一部に東京・新横浜・名古屋 - 広島間の列車と、名古屋 - 博多間の列車が設定されている。山陽区間では、前述の東海道新幹線直通列車とは別に、8両編成「ひかり」が新下関→岡山間で1本、16両編成「ひかり」が新大阪 - 博多間で1往復設定されている。
なお、2009年3月14日以降、東海道新幹線から山陽新幹線広島以西に直通する「ひかり」は運転されていなかったが、2013年3月16日のダイヤ改正により、朝の名古屋始発広島行きのひかり1本が博多までの運転となり、4年ぶりに東海道新幹線から広島以西に直通するひかりが復活した。
東京から敦賀方面へは、東京 - 新大阪間の「ひかり」が米原駅で特急「しらさぎ」との接続を図っており、北陸新幹線「かがやき」と比較すると、途中で乗り換えを挟むにも関わらず時間・運賃/料金ともに東海道経由の方が有利である。

### 停車駅
| 号数        | 運行本数＼駅    | 東京駅 | 品川駅 | 新横浜駅 | 小田原駅 | 熱海駅 | 三島駅 | 静岡駅 | 浜松駅 | 豊橋駅 | 名古屋駅 | 岐阜羽島駅 | 米原駅 | 京都駅 | 新大阪駅 | 新神戸駅 | 西明石駅 | 姫路駅 | 相生駅 | 岡山駅 | 新倉敷駅 | 福山駅 | 新尾道駅 | 三原駅 | 東広島駅 | 広島駅 | 新下関駅 | 小倉駅 | 博多駅 | 備考              |
| ----------- | --------------- | ------ | ------ | -------- | -------- | ------ | ------ | ------ | ------ | ------ | -------- | ---------- | ------ | ------ | -------- | -------- | -------- | ------ | ------ | ------ | -------- | ------ | -------- | ------ | -------- | ------ | -------- | ------ | ------ | ----------------- |
| 500 - 522号 | 下り5本/上り5本 | ●      | ●      | ●        | －       | －     | ●      | ●      | ●      | －     | ●        | －         | －     | ●      | ●        | ●        | ●        | ●      | ●      | ●      |          |        |          |        |          |        |          |        |        |                   |
| 500 - 522号 | 下り4本/上り3本 | ●      | ●      | ●        | －       | －     | －     | ●      | ●      | －     | ●        | －         | －     | ●      | ●        | ●        | ●        | ●      | ●      | ●      |          |        |          |        |          |        |          |        |        |                   |
| 500 - 522号 | 下り2本/上り2本 | ●      | ●      | ●        | －       | ●      | －     | ●      | ●      | －     | ●        | －         | －     | ●      | ●        | ●        | ●        | ●      | ●      | ●      |          |        |          |        |          |        |          |        |        |                   |
| 500 - 522号 | 上り1本         | ●      | ●      | ●        | ←        | ●      | ←      | ●      | ●      | ←      | ●        | ←          | ←      | ●      | ●        | ●        | ●        | ●      | ●      | ●      | ●        | ●      | ●        | ●      | ●        | ●      |          |        |        | 500号             |
| 500 - 522号 | 上り1本         | ●      | ●      | ●        | ←        | ←      | ←      | ●      | ←      | ●      | ●        | ←          | ←      | ●      | ●        | ●        | ●        | ●      | ●      | ●      |          |        |          |        |          |        |          |        |        | 522号             |
| 531号       | 下り1本         |        |        |          |          |        |        |        |        |        | ●        | ●          | ●      | ●      | ●        | ●        | →        | ●      | →      | ●      | →        | ●      | →        | →      | →        | ●      | ●        | ●      | ●      |                   |
| 533号       | 下り1本         |        |        | ●        | ●        | →      | →      | ●      | →      | →      | ●        | →          | →      | ●      | ●        | ●        | ●        | ●      | →      | ●      | →        | ●      | →        | →      | →        | ●      |          |        |        |                   |
| 535号       | 下り1本         |        |        |          |          |        |        |        |        |        | ●        | ●          | ●      | ●      | ●        | ●        | →        | ●      | ●      | ●      | →        | ●      | →        | →      | →        | ●      |          |        |        |                   |
| 630 - 669号 | 下り5本/上り6本 | ●      | ●      | ●        | －       | －     | －     | －     | －     | ●      | ●        | ●          | ●      | ●      | ●        |          |          |        |        |        |          |        |          |        |          |        |          |        |        |                   |
| 630 - 669号 | 下り6本/上り6本 | ●      | ●      | ●        | ●        | －     | －     | －     | －     | －     | ●        | ●          | ●      | ●      | ●        |          |          |        |        |        |          |        |          |        |          |        |          |        |        |                   |
| 630 - 669号 | 下り1本/上り2本 | ●      | ●      | ●        | －       | －     | －     | ●      | ●      | －     | ●        | ●          | ●      | ●      | ●        |          |          |        |        |        |          |        |          |        |          |        |          |        |        |                   |
| 630 - 669号 | 下り1本/上り1本 | ●      | ●      | ●        | －       | －     | ●      | ●      | ●      | －     | ●        | ●          | ●      | ●      | ●        |          |          |        |        |        |          |        |          |        |          |        |          |        |        |                   |
| 630 - 669号 | 下り1本         | ●      | ●      | ●        | ●        | →      | →      | →      | →      | ●      | ●        | ●          | ●      | ●      | ●        |          |          |        |        |        |          |        |          |        |          |        |          |        |        | 631号             |
| 630 - 669号 | 下り1本         | ●      | ●      | ●        | →        | ●      | →      | ●      | ●      | →      | ●        | ●          | ●      | ●      | ●        |          |          |        |        |        |          |        |          |        |          |        |          |        |        | 655号             |
| 630 - 669号 | 下り1本         | ●      | ●      | ●        | →        | →      | →      | ●      | →      | ●      | ●        | ●          | ●      | ●      | ●        |          |          |        |        |        |          |        |          |        |          |        |          |        |        | 657号             |
| 630 - 669号 | 下り1本         | ●      | ●      | ●        | →        | →      | →      | ●      | ●      | ●      | ●        | ●          | ●      | ●      | ●        |          |          |        |        |        |          |        |          |        |          |        |          |        |        | 663号             |
| 630 - 669号 | 上り1本         | ●      | ●      | ●        | ←        | ←      | ←      | ←      | ●      | ←      | ●        | ●          | ●      | ●      | ●        |          |          |        |        |        |          |        |          |        |          |        |          |        |        | 664号             |
| 630 - 669号 | 上り1本         | ●      | ●      | ●        | ←        | ←      | ←      | ●      | ←      | ←      | ●        | ←          | ●      | ●      | ●        |          |          |        |        |        |          |        |          |        |          |        |          |        |        | 666号             |
| 630 - 669号 | 上り1本         | ●      | ●      | ●        | ●        | ←      | ←      | ●      | ●      | ←      | ●        | ←          | ←      | ●      | ●        |          |          |        |        |        |          |        |          |        |          |        |          |        |        | 668号             |
| 630 - 669号 | 下り3本/上り2本 | ●      | ●      | ●        | －       | －     | －     | ●      | ●      | ●      | ●        |            |        |        |          |          |          |        |        |        |          |        |          |        |          |        |          |        |        | 下り1本は臨時列車 |

- ●：停車
- － ← →：通過

すべての列車が通過する新富士駅、掛川駅、三河安城駅、厚狭駅の4駅と、山陽区間内で完結する「ひかり」のみが停車する新岩国駅、徳山駅、新山口駅の3駅は表中から省略した。

### 所要時間
主要駅間の標準所要時間は以下の通り。途中停車駅の差異や「のぞみ」の待避など、列車ごとの多少の差がある。
| 18分      | 新横浜    |           |           |           |           |       |      |      |
| 59分      | 42分      | 静岡      |           |           |           |       |      |      |
| 1時間44分 | 1時間25分 | 45分      | 名古屋    |           |           |       |      |      |
| 2時間38分 | 2時間19分 | 1時間35分 | 36分      | 京都      |           |       |      |      |
| 2時間54分 | 2時間35分 | 1時間49分 | 51分      | 14分      | 新大阪    |       |      |      |
| 3時間38分 | 3時間20分 | 2時間30分 | 1時間32分 | 55分      | 39分      | 姫路  |      |      |
| 4時間16分 | 3時間57分 | 3時間9分  | 2時間10分 | 1時間33分 | 1時間17分 | 33分  | 岡山 |      |
| 5時間27分 | 3時間56分 | 3時間15分 | 2時間30分 | 1時間45分 | 1時間30分 | 1時間 | 39分 | 広島 |

### 使用車両・編成

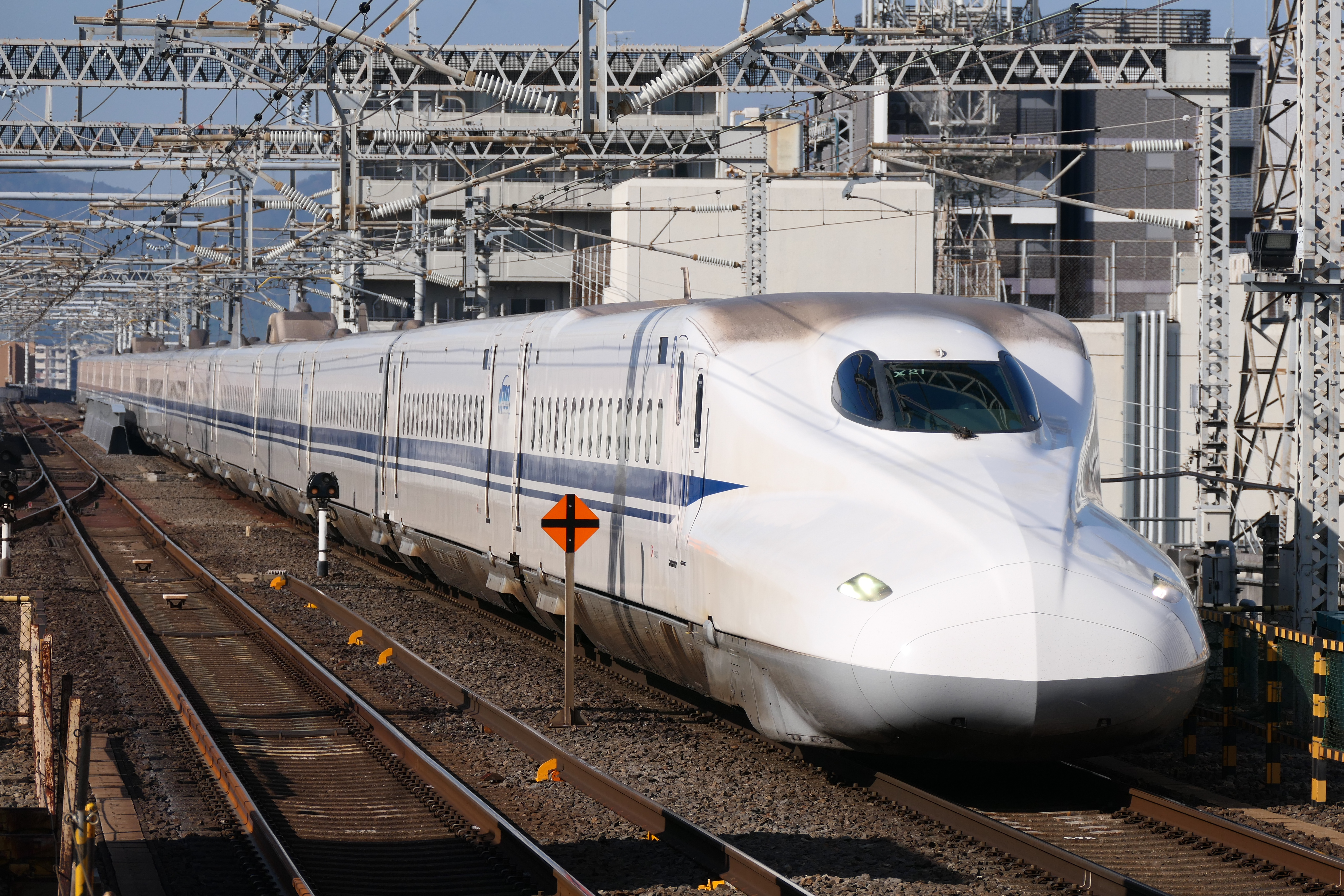
N700A
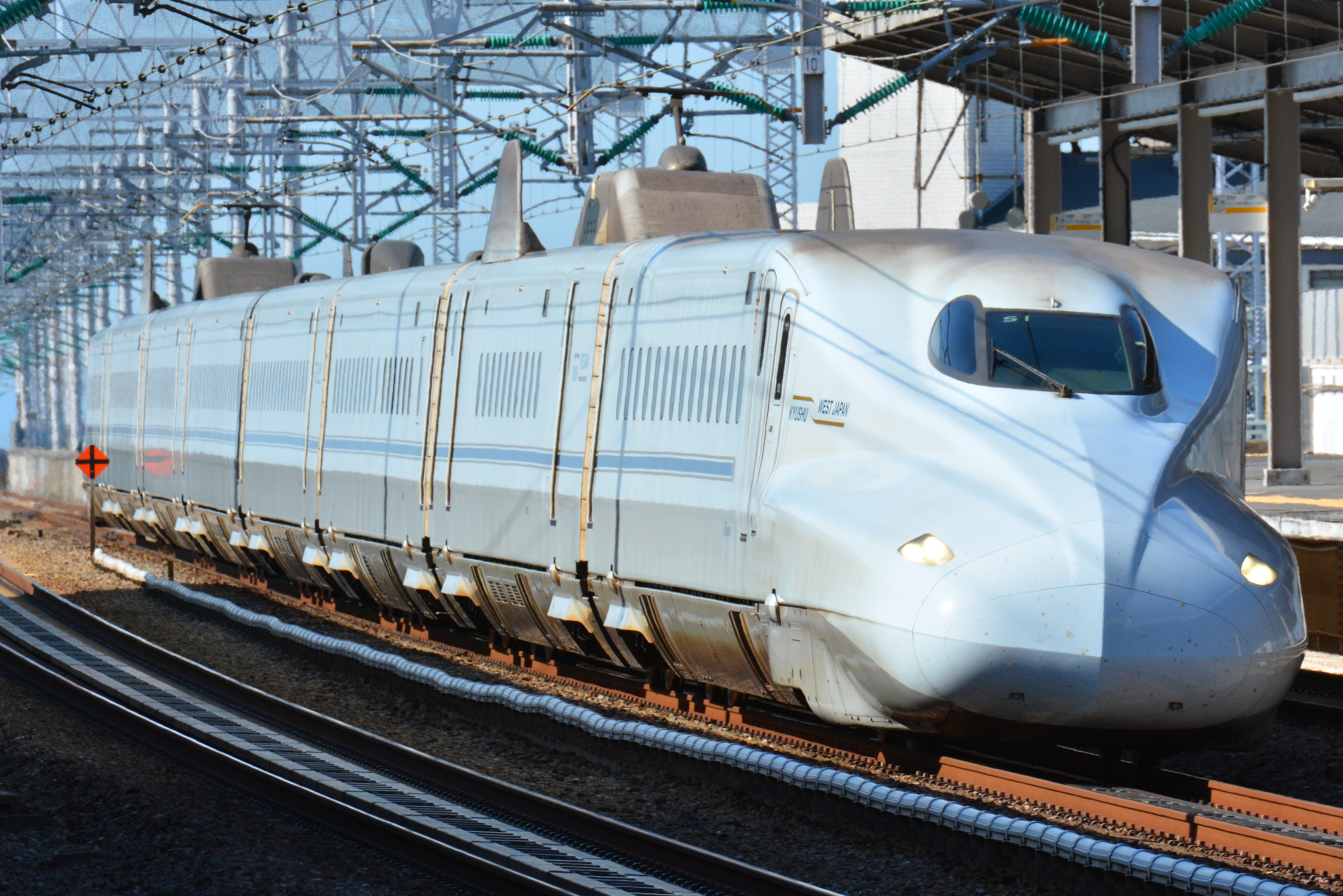
N700系（8両編成）
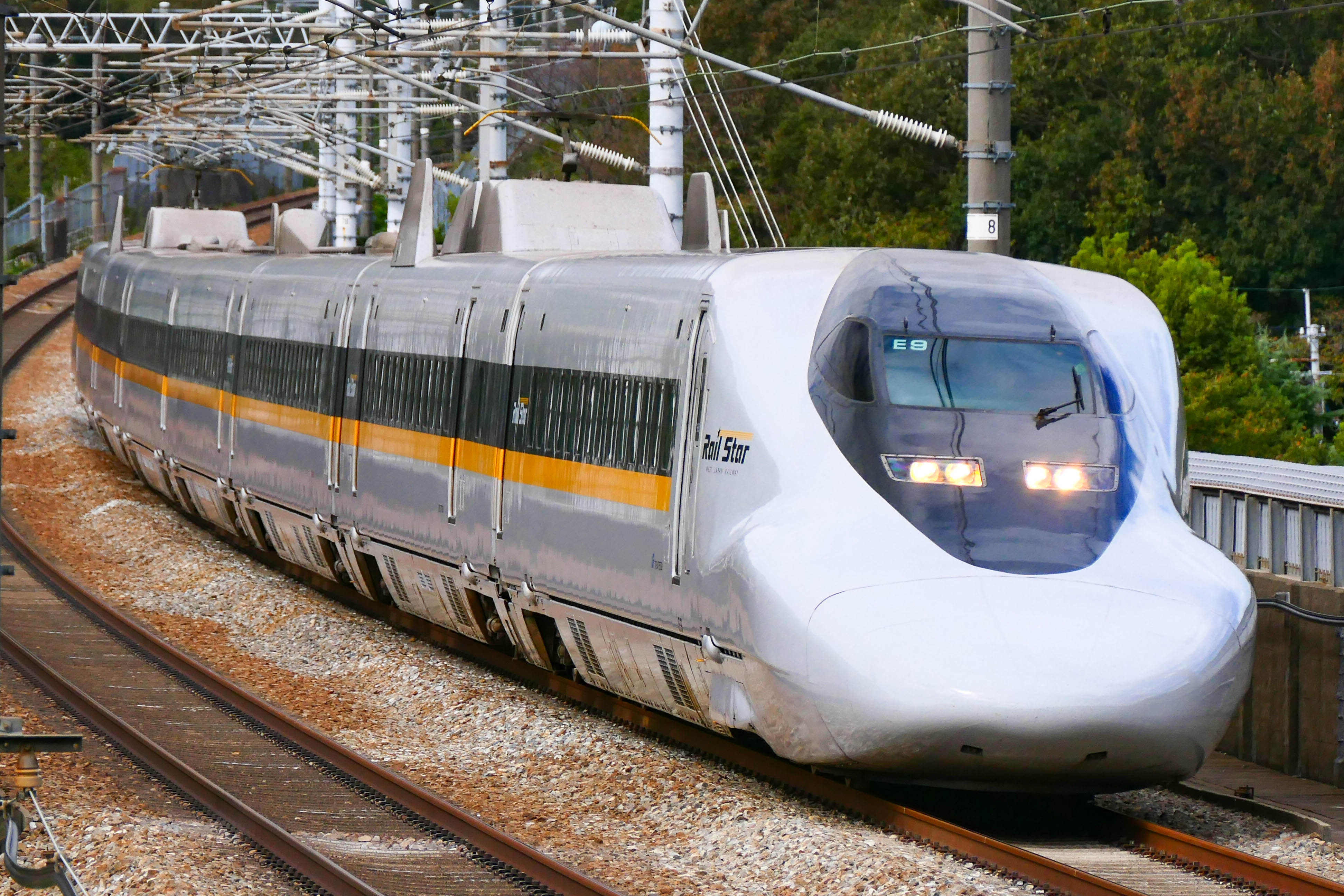
700系

記号凡例
G=グリーン車指定席
指=普通車指定席
自=普通車自由席
=禁煙席
車両の配置区所はJR東海所有車が東京交番検査車両所と大阪交番検査車両所、JR西日本所有車が博多総合車両所である。なお、N700系（8両編成）は九州旅客鉄道（JR九州）熊本総合車両所所属の編成が使用されることもある。
N700系・N700S系（16両編成）
2017年3月4日のダイヤ改正では東海道新幹線の区間はすべてN700系で運転される。このほか運用上の都合でほかの列車にも臨時に充当されることもある。2020年7月より、N700S系も運用についた。
2008年3月15日の「ひかり」493号（現・533号、新横浜 → 広島間）で運用を開始。
N700系（8両編成）
本来は九州新幹線直通列車「みずほ」「さくら」用だが、間合い運用として2011年3月12日から山陽新幹線内の「ひかり」でも運用開始。
2013年3月16日のダイヤ改正から、新大阪 - 博多間の臨時列車運用のみ。
700系（8両編成）
700系のうち山陽新幹線内でのみ使用される編成で、通称「ひかりレールスター」。全車普通車で、グリーン車は連結していない。以前は4号車に「サイレンスカー」の設定があった。
2012年3月16日までは例外として、朝の通勤時間帯に運転される540号は8号車以外自由席。「ひかり」543号は4・5号車も自由席。
2012年3月17日のダイヤ改正から、6号車も禁煙車になり、定期列車としては山陽新幹線の上り1本（「ひかり」442号）のみ で4・5号車も自由席で運用されている。
2013年3月16日のダイヤ改正から、定期列車としては山陽新幹線の上り2本（「ひかり」440号・442号）、下り1本（「ひかり」443号）のみ。
また、2023年3月18日のダイヤ改正から、定期列車としては山陽新幹線の上り1本（「ひかり」590号)のみ。

0系
N700A
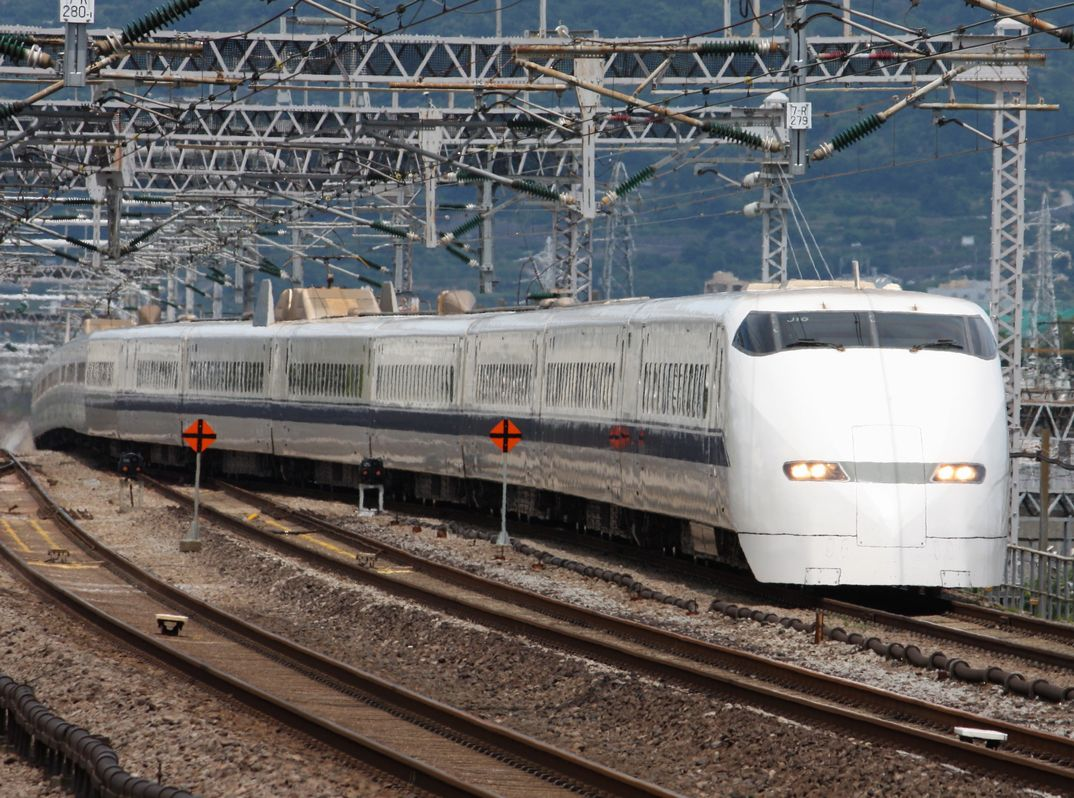
N700系（8両編成）
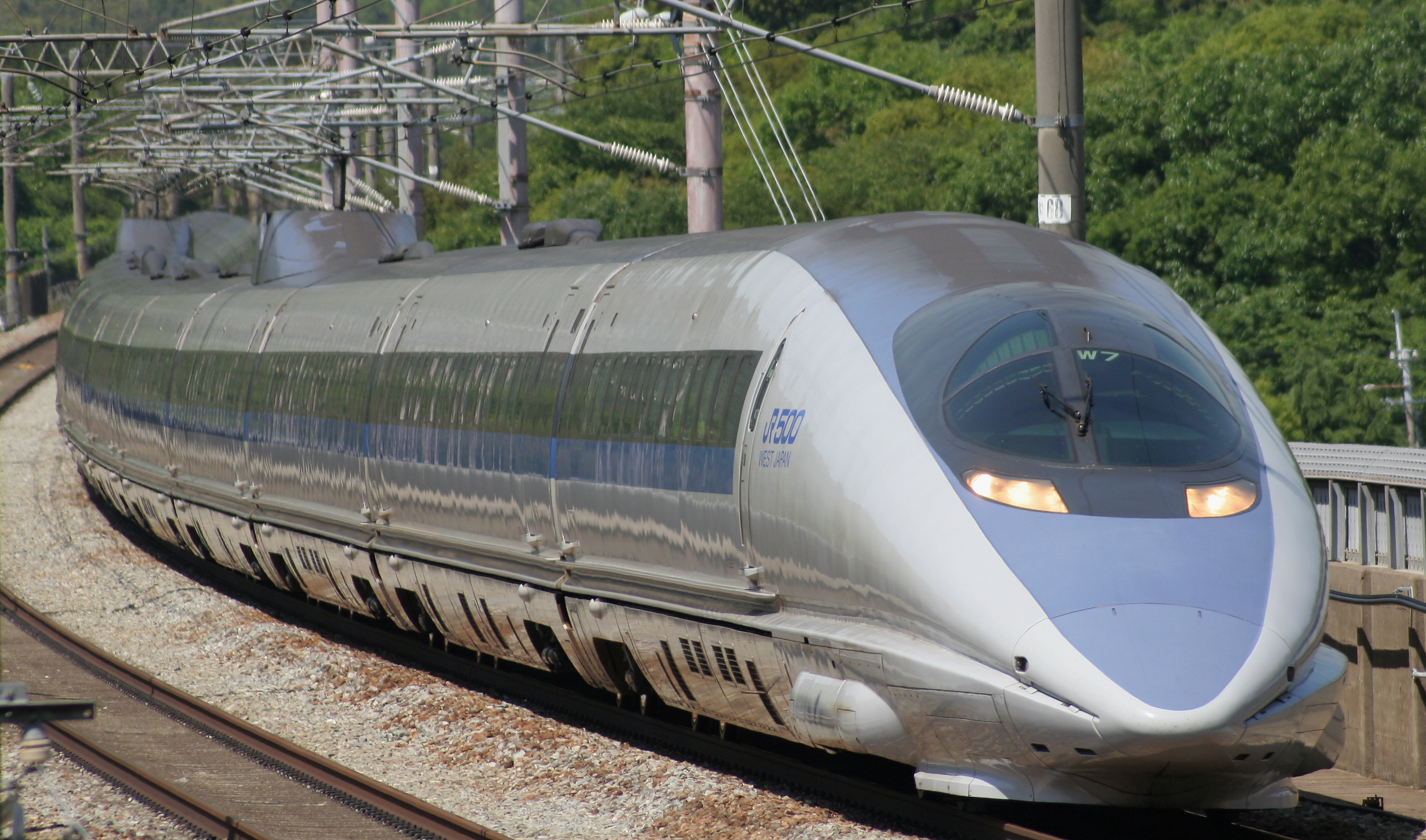
700系
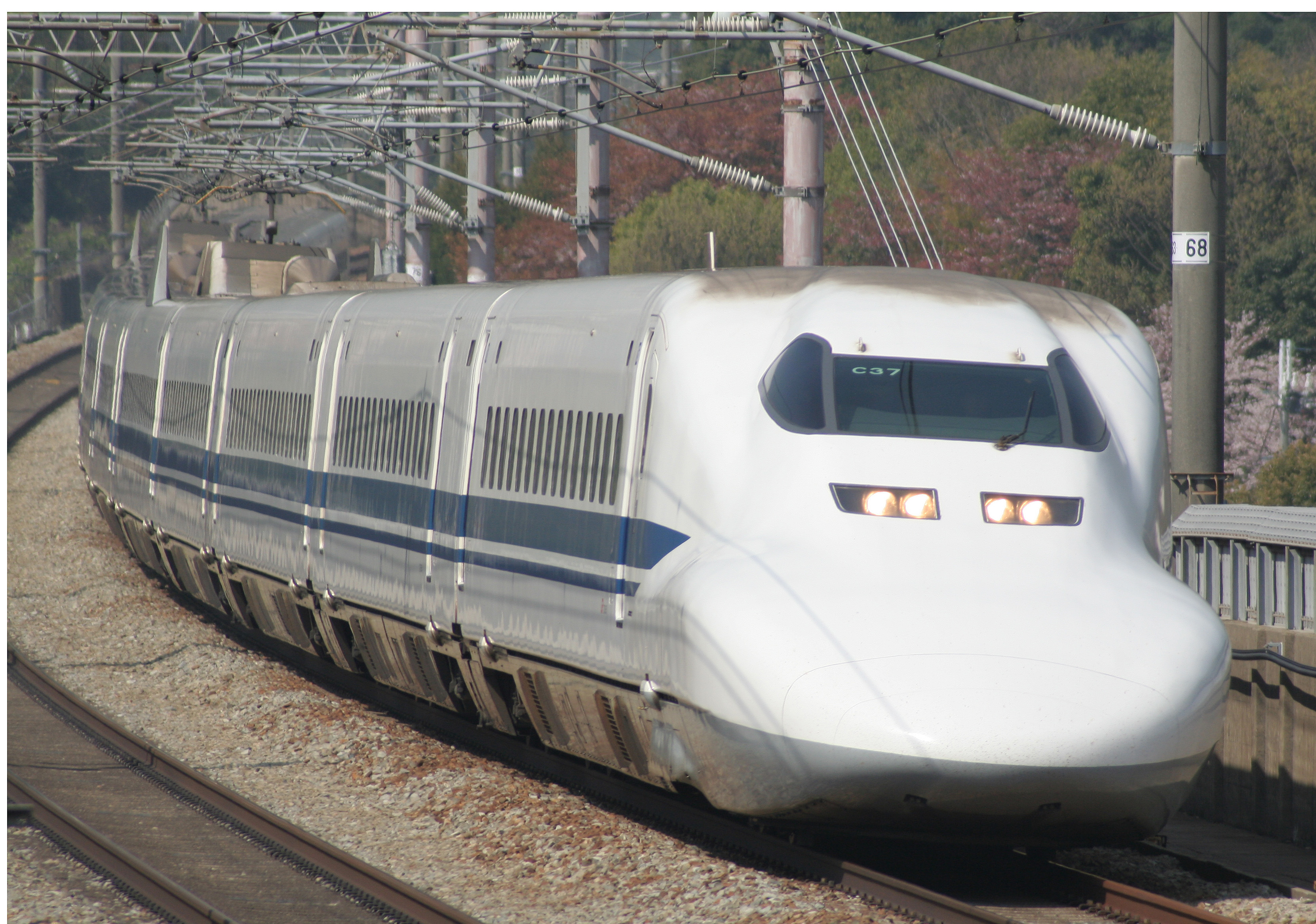
700系

#### 過去の車両
0系
開業時から充当の第一世代車両である。短編成化され山陽新幹線のみの運転（「ウエストひかり」など）となった時期もあった。1964年10月1日の「ひかり」1号・2号（東京 - 新大阪間）で運用を開始し、2000年4月21日の「ひかり」381号（SK9編成充当「ウエストひかり」新大阪 → 博多間）をもって「ひかり」での定期運用から離脱した。その後、2008年12月14日の「ひかり」347号（新大阪 → 博多間）の臨時列車の運用をもって0系は全ての運用から離脱した。
100系
1985年運転開始の第二世代車両で、16両編成の中間に2両連結されていた2階建て車両が特徴であった。派生車種として2階建て車両を4両連結した「グランドひかり」も存在した。
1985年10月1日の「ひかり」3号（東京 → 博多間）で運用を開始し、2003年8月22日の「ひかり」179号（名古屋 → 博多間）をもって2階建て車両は定期運用から離脱した。
2000年以降は短編成化され、4両（P編成）・6両（K編成）となって山陽区間の「こだま」で運用された。2011年にはP編成が引退、K編成も2012年3月16日の「ひかり」445号（岡山 → 博多間）の臨時運用をもって100系は全ての運用から離脱した。
300系
1992年運転開始の第三世代車両で、新設の「のぞみ」用車両としてデビューした。1992年3月14日の「ひかり」238号（新大阪 → 東京間）で運用を開始（「のぞみ」の間合い運用）し、2012年3月12日の「ひかり」477号（東京 → 岡山間）をもって「ひかり」での定期運用から離脱した。
500系
W編成（16両編成）は「のぞみ」専用となっていたため先述したダイヤ改正以前において定期列車としての運用実績はないが、臨時列車などで使用されたことがある。
過去には定期列車の「ひかりレールスター」の代走として多客時に運用された。運用に余裕が出てきた2008年以降、定期「ひかり」の代走 や多客期の臨時「ひかり」に充当されることがあった。
V編成（8両編成）は2012年3月17日のダイヤ改正から、山陽新幹線の下り1本（「ひかり」441号）のみで運用されていたが、2013年3月16日のダイヤ改正により、運用を外れた。
700系（16両編成）
2001年以降、100系・300系に代わり充当された。16両編成は東海道区間を中心に使用されていたが、2017年3月4日のダイヤ改正で東海道新幹線の区間はすべてN700系に置き換えられ、山陽新幹線下り441号・上り444号に使用されていたが2020年3月14日のダイヤ改正で定期運用から外れた。下り441号は1〜7号車と13〜15号車は自由席として設定された。

- 0系
- 100系
- 300系
- 500系
- 700系

## 割引きっぷ（廃止）
過去に以下の特別企画乗車券が発売されていたが、2013年11月現在いずれも廃止されており、取り扱いを行っていない。

### ひかり早特きっぷ
乗車日の1か月前から1週間前まで発売される、発売期間・席数限定の「ひかり」指定席専用の片道「割引きっぷ」である。普通車指定席用のほかに、新大阪発着のみグリーン車用がある。こども用はない。予約列車や利用区間の変更・途中下車・乗継割引の適用はできない。
予約した列車に乗り遅れた場合は乗車券のみ有効で、別途特急券を購入する必要がある。ただし当日後続の「ひかり号」「こだま号」の普通車自由席に限り乗車できる。
2013年10月31日をもって取り扱いを終了した。

### スーパー早特往復きっぷ
出発日の3週間前から1週間前に発売される席数限定の「割引きっぷ」であり、2007年7月から2008年3月まで発売された。区間は西明石、新神戸 - 新横浜、東京（品川）であり全区間ともに発売額は往復2万円。すべての「ひかり」と「のぞみ」60号（新神戸駅6:17分発）が利用可能。また「スーパー」の名の通り、エクスプレス予約などを遥かに超える割引率（通常期の約36 - 40%引）が設定されていた。このきっぷが発売された背景には神戸 - 羽田便との競合があった。

## 在来線優等列車「ひかり」

### 朝鮮総督府鉄道局・南満洲鉄道急行「ひかり」

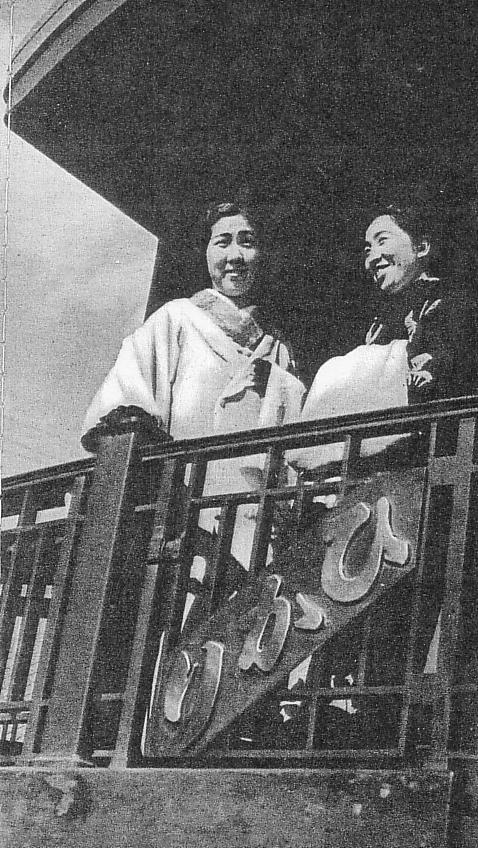
朝鮮総督府鉄道・南満洲鉄道急行「ひかり」展望車

第二次世界大戦終結まで、朝鮮総督府鉄道（鮮鉄）と南満洲鉄道（満鉄）の釜山 - 奉天（現・瀋陽）・新京（現・長春）・ハルビン間に、急行「ひかり」が運行されていた。
毎日南行北行とも各1回運転。947.2kmを約21時間で結んだ。平均時速約45km/h。列車編成は、標準軌用大型荷物車・三等車・三等寝台車・食堂車・二等寝台車・一等寝台展望車の各1両、計6両編成。蒸気機関車が牽引した。最後部に連結された展望車室は長旅を慰めたという。同区間には急行「のぞみ」も運行していた。
- 1923年（大正12年）4月：釜山 - 京城（現・ソウル）間を運転していた急行列車を奉天駅まで延長し、同時に「ひかり」と命名。
- 1934年（昭和9年）11月：運行区間を満洲国の首都であった新京駅まで延長。
- 1940年 - 1942年（昭和15年 - 17年）ごろ：運行区間をハルビン駅まで延長。
- 1945年（昭和20年）8月：ソ連軍の満洲侵攻により運行不能、消滅。

### 九州急行・準急「ひかり」
戦後、「ひかり」の名は九州を走る準急列車・急行列車の名称として使われた。キハ55系（1961年以降はキハ58系も併用）を使用した気動車による最初の急行として知られる。
- 1958年（昭和33年）
  - 4月25日：鹿児島本線・日豊本線経由で博多 - 別府間に臨時急行「ひかり」新設。
  - 5月1日：定期列車となり日豊本線・豊肥本線経由で博多・門司港 - 大分 - 熊本間に運行区間を拡大。
  - 8月1日：準急列車に格下げされる。
    - このとき準急への格下げとなった理由は、当時は急行料金が準急料金のほぼ倍額であったため利用率が悪かったことによる。
- 1959年（昭和34年）9月22日：車両の一部を、都城間で延長運転。
- 1960年（昭和35年）3月10日：大分 - 小倉 - 別府間の「第2ひかり」が設定され、従来の「ひかり」は「第1ひかり」と呼ばれることになる。また、「第1ひかり」の都城行きの車両の運行区間を西鹿児島駅（現在の鹿児島中央駅）まで延長。
- 1961年（昭和36年）10月1日：「第2ひかり」を準急「ひまわり」に改称。「第1ひかり」は「ひかり」に戻る。
- 1962年（昭和37年）10月1日：「ひかり」を急行列車に格上げ。

新幹線の名前に「ひかり」が採用され、名前を譲ることになった急行「ひかり」は2系統に分けられ、博多・門司港 - 小倉 - 西鹿児島間は「にちりん」、博多 - 大分 - 熊本間は「くさせんり」に改称された。なお「くさせんり」については、2011年現在では「九州横断特急」の一部にあたる。また、当初の運行区間は「ソニック」の一部の区間に相当する。

## 新幹線「ひかり」の沿革

### 東海道新幹線開業以降
- 1964年（昭和39年）10月1日：東海道新幹線の速達タイプの列車として登場。東京 - 新大阪間を当初4時間、翌年11月から3時間10分で結び、途中名古屋駅・京都駅に停車。「ひかり」を「超特急」、「こだま」を「特急」とし、料金に差を設けた。
なお京都駅は当初通過予定だったが、京都市会や地元財界などの陳情運動を受けて、開業直前の1964年（昭和39年）8月18日に停車駅へ加えられた（鉄道と政治を参照）[11]。
- 1969年（昭和44年）12月8日：16両編成への増強を開始。全編成が増結を完了するまで、6号車と7号車の間に増6号車・増7号車、10号車と11号車の間に増10号車・増11号車とすることで対応した[12]。
- 1972年（昭和47年）
  - 3月15日：山陽新幹線が岡山駅まで開業する。
    1. この時から「ひかり」に自由席が設けられ、16両編成で1 - 4号車が自由席となった。
    2. また、「ひかり」において用いられた「超特急」の呼称も使われなくなり、東京 - 名古屋間を除いて料金格差もなくなった。
    3. 新大阪 - 岡山間で途中停車駅により、最速達タイプ（Wひかり）、一部通過タイプ（Aひかり）、「こだま」代替タイプ（Bひかり）の3タイプが設けられた。停車駅は後述

  - 10月10日：北陸本線の特急列車と接続させるため、3往復の「ひかり」が米原駅に停車するようになる。初めて「ひかり」の停車駅が追加された。
- 1974年（昭和49年）9月5日：「ひかり」で、新幹線初となる食堂車の営業を開始。

### 山陽新幹線全線開業以降
- 1975年（昭和50年）3月10日：山陽新幹線が博多駅まで開業する。
  - 山陽新幹線区間では、岡山開業時の流れを継いで日中には「こだま」を設定せず、「ひかり」にその代替を担わせることとしたため、各駅停車の「ひかり」が速達の「ひかり」に追い抜かれるという現象も発生した。国鉄はもっとも停車駅の少ないパターン（下記の「Wひかり」）に「赤いひかり」、それに次ぐもの（下記の「Aひかり」）に「青いひかり」という俗称を与え、駅掲示の時刻表などに反映させた[注 7]が、定着せずに終わる。ただし、最速達パターン専用の赤文字の方向幕はその後も100系に至るまで長く使用された。「Wひかり」では号数を1 - 2桁としたが、小郡駅停車列車では+20の号数を付与した。
  - 新大阪 - 博多間の途中停車駅によって、Wひかり、Aひかり、Bひかりの3つに分けられた。停車駅は後述。
この時、東京 - 名古屋間のみ残されていた「ひかり」の料金格差も廃止された。
- 1976年（昭和51年）7月1日：「ひかり」が新横浜駅と静岡駅のそれぞれに1日1往復停車するようになる。一部通過タイプ（Aひかり）の停車駅から、新倉敷駅と三原駅を除外。これによりAひかりは広島駅以西が各駅停車となる。
- 1980年（昭和55年）10月1日：新幹線初の列車削減が行われ、「こだま」が大幅に削られる中、一部の「ひかり」が小田原駅・浜松駅・豊橋駅・岐阜羽島駅にも停車するようになり、それらの列車は（俗称として一部では）「ひだま」と呼ばれるようになった。また、1号車が禁煙席となった[14]。なお、小田原駅・浜松駅・豊橋駅・岐阜羽島駅に停車する「ひかり」は、国鉄内部では「ちょっと『こだま（K）』っぽい『ひかり（H）』」という意味で「HKひかり」と呼称されていた[15]。
- 1985年（昭和60年）
  - 3月14日：一部の「ひかり」が熱海駅・三島駅にも停車するようになり、全ての「ひかり」が通過する駅は1988年3月まで一旦消滅。各駅の「ひかり」の停車本数は、新横浜駅に毎時2本、静岡駅に毎時1本、小田原駅・熱海駅・三島駅・浜松駅・豊橋駅のうち2駅に毎時1本となる。
  - 10月1日：100系登場に伴い「ひかり」に使用される。
- 1986年（昭和61年）11月1日：国鉄最後のダイヤ改正を実施。最高速度を220km/hに引き上げ、東京 - 新大阪間の「ひかり」を2時間56分運転とする。この時点で初めて東京 - 新大阪間を3時間を切ることとなり、同時に「ひだま」型列車も従来の「ひかり」並みの3時間10分前後での運転が中心となる。

### 国鉄分割民営化以降
- 1987年（昭和62年）
  - 4月：国鉄分割民営化により「ひかり」の運営者が国鉄から、東海道新幹線内においてJR東海に、山陽新幹線内においてJR西日本へ移行。
  - 6月：JR東海が「スーパーひかりモデル」を製作し、東京駅に展示した。しかし、設計はのちに大幅に変更された。
- 1988年（昭和63年）3月13日：JR西日本が運営するようになった山陽新幹線で、「ひかり」に使用する0系の設備をグレードアップした「ひかり」（「ウエストひかり」）の運行を開始[4]。当初は1日4往復運転[4]。
- 1989年（平成元年）3月11日：JR西日本が、「ひかり」に使用する100系の中間車両4両を2階建て車両とした「ひかり」（「グランドひかり」）を運行開始。当初は1日2往復運転。
- 1990年（平成2年）：300系9000番台J0編成（のちのJ1編成である試作車）の「スーパーひかり」落成。
- 1991年（平成3年）3月16日：ダイヤ改正。
  1. 山陽新幹線で「こだま」用の0系車両の6両編成による「ひかり」（「シャトルひかり」）の運行を開始。当初は1日3往復運転。
  2. 東京 - 博多間運行の「ひかり」のうち、（京都 - ）新大阪 - 博多間各駅停車となる列車（最終期は下り1本・上り2本設定）が消滅。東京 - 博多間運行の列車（一部。以下同じ）は広島 - 博多間、東京 - 広島間運行の列車は岡山 - 広島間、東京 - 岡山間運行の列車は新大阪 - 岡山間各駅停車とするよう系統が再編成される（ただし一部は岡山 - 博多間や新大阪 - 広島間各駅停車の列車も設定）[16]。
- 1992年（平成4年）3月14日：「のぞみ」が登場し、「ひかり」は東海道新幹線の最速列車ではなくなる[9]。一部の「ひかり」は、途中駅で「のぞみ」の通過待ちを行うようになった。その後、300系の増備が進むにつれて300系が順次投入される。
- 1996年（平成8年）3月16日：ダイヤ改正。
  1. 300系を使用する「ひかり」の一部列車（主に岐阜羽島駅・米原駅に停車するもの）のうち、名古屋 - 新大阪間の最高速度を270km/hに引き上げた（2003年10月1日より全列車、全区間270km/h運転に拡大）。これにより、米原駅のみ停車が岐阜羽島駅・米原駅連続停車となった列車があったが、従前と所要時間の差はほとんどなかった。
  2. 東京 - 博多間の「ひかり」は一部に「のぞみ」に抜かれない列車が存在した（当時の53号・34号など）が、本改正後はすべて途中で「のぞみ」に抜かれるようになった。
  3. このころ、広島始発の東京行きのひかりに300系を投入（夜の上り1便のみ）。広島〜京都間は各駅停車。
- 1997年（平成9年）11月29日：ダイヤ改正。
  1. 「シャトルひかり」廃止。
  2. 山陽新幹線での停車駅を削減し、新岩国駅・東広島駅・三原駅・新尾道駅・新倉敷駅・相生駅が停車駅から外された。のちに「ひかり」の停車が復活する。
  3. 静岡駅に停車する「ひかり」のほとんどに300系が使用され、300系が限定運用に入る列車については名古屋以西の運行区間が最高速度270km/hに引き上げられ、この列車に限り名古屋 - 新大阪間の「のぞみ」との所要時間差はわずか1分となった。それに伴い、東京 - 岡山・広島間運行の「ひかり」にも300系を投入。
- 1998年（平成10年）3月14日：ダイヤ改正で東京 - 博多間を運行する500系の本数増加に伴い、東京 - 博多間運行の「ひかり」にも300系を投入。(ただし、夜の下り1便は、前年の11月ごろから。これは、静岡駅に停車するため。)

### 2000年代以降の展開
- 2000年（平成12年）
  - 3月11日：ダイヤ改正。
    1. 山陽新幹線で700系をベースに車内などを大幅に変更した編成を使用して「ひかり」の設備・速度を向上させた「ひかりレールスター」の運行を開始。また「ひかりレールスター」新設により「ウエストひかり」が4月21日の運転（1往復のみ）を最後に廃止され、0系車両を使用する定期の「ひかり」も消滅した。またこの時「グランドひかり」を最後に食堂車の営業が休止され、「ウエストひかり」の廃止に伴ってビュフェ車も営業終了となった。
このころから、東京 - 山陽区間を運行する「ひかり」の本数削減も実施。具体的には、直通列車の定期運行を東京 - 新大阪・姫路・岡山・広島間と名古屋 - 博多間となり、東京 - 博多間は3往復[注 8]を除き臨時列車となる。
    2. 新大阪 - 博多間の「こだま」のうち、半数が姫路 - 博多間に見直されたのに伴い、西明石駅に1時間に1本の「ひかり」が停車。

  - 10月1日：東海道新幹線の「ひかり」に700系を投入。翌年には山陽新幹線直通列車にも投入される。相生駅の「ひかり」停車が復活。
- 2001年（平成13年）10月1日：ダイヤ改正で東京 - 広島間の「ひかり」がスピードアップ（東京 - 新大阪間は従来通り、新大阪 - 広島間で約15分の時間短縮）。300系の限定運用（一部列車は700系で運行）により、山陽新幹線区間内の最高速度を270km/hに引き上げたことによるが、東海道区間は「のぞみ」との格差の兼ね合いで220km/h運転のダイヤとされた。
- 2002年（平成14年）11月23日：この時のさよなら運転をもって、「グランドひかり」消滅。なお、この日のみ、食堂車の営業が復活した。
- 2003年（平成15年）
  - 9月16日：「ひかり」309号をもって、東海道新幹線から100系の営業運転終了。同時に、100系車両使用の「ひかり」も消滅。
  - 10月1日：ダイヤ改正。
    1. 東海道新幹線品川駅開業。以後、すべての「ひかり」が新横浜駅・品川駅のうち少なくともいずれかに停車し、すべての「ひかり」が小田原駅、熱海駅、三島駅、静岡駅、浜松駅、豊橋駅、岐阜羽島駅、米原駅のうちから選択停車するようになる。これにより東京 - 新大阪間を走行する列車で同区間内の途中、名古屋駅・京都駅のみに停車する「ひかり」が消滅。
    2. 東京 - 名古屋間の停車駅の少ない「ひかり」が「のぞみ」に格上げ。この結果、「のぞみ」と「ひかり」の運転本数が逆転するとともに、東京駅と広島駅・博多駅を結ぶ「ひかり」が消滅（東京 - 広島間運行の「ひかり」は2012年のダイヤ改正で1往復のみであるが復活している）。
    3. 東海道新幹線における「ひかり」は、すべて“ひだま”形の列車となり停車駅は増加したものの、全区間での270km/h運転により、東京 - 新大阪間の標準所要時間は従来の「ひかり」と同等の水準（2時間50分 - 3時間）が維持された。東海道新幹線内は1時間2本の設定で東京駅および新大阪駅ではほぼ等間隔に発着しているが、停車パターンが異なるため名古屋駅で前後の「ひかり」が最接近し、同駅においては約10分 - 50分間隔での運転となっている。また、小田原駅・三島駅（6本→12本）・浜松駅（16本→26本）・豊橋駅（6本→16本）の各駅にて「ひかり」の停車本数が増加した。 また、山陽新幹線の姫路 - 博多間の「こだま」が岡山 - 博多間に見直されたことに伴い、相生駅に1時間1本の「ひかり」が停車。
- 2006年（平成18年）3月18日：新大阪 - 広島間の「ひかりレールスター」が上下1本ずつ三原駅に新規停車。三原駅への停車がほぼ10年ぶりに復活。
- 2007年（平成19年）7月1日：ダイヤ改正。
  1. 名古屋 - 博多間「ひかり」の山陽区間でのスピードアップと「ひかりレールスター」の時刻が変更された。その結果、1975年の山陽新幹線博多開業以来続いていた「ひかり」が「ひかり」を追い抜く現象が消滅した。
  2. 東京 - 新大阪間を2時間49分で運転する列車（「ひかり」427号、品川駅・新横浜駅・静岡駅・浜松駅・豊橋駅・名古屋駅・京都駅に停車）が設定される。この記録は「のぞみ」登場前の下り新大阪行き最終列車（通称：「シンデレラエクスプレス」）とならび歴代1位タイである。主に日曜日のみの運転で、当時の通称「シンデレラエクスプレス」に比較すると品川駅・新横浜駅・静岡駅・浜松駅・豊橋駅にも停車し、浜松駅では「のぞみ」の通過待ちを行う。なお、名古屋 - 新大阪間の所要時間50分は歴代の「ひかり」の中では最速である。
- 2008年（平成20年）3月15日：ダイヤ改正。
  1. 東海道新幹線内における「ひかり」運行体系の大幅な見直しを実施。特に静岡地区から山陽新幹線への接続を考慮し、東京 - 岡山間と東京 - 新大阪間に各1本ずつ運転されている「ひかり」（東京・新大阪発着タイプと東京・岡山発着タイプ）の停車駅パターンを入れ替えた。この見直しにより、熱海駅・三島駅・静岡駅・浜松駅に岡山駅発着のひかり再び停車することになった。更に小田原（12本→15本）、静岡（34本→37本）、浜松（26本→34本）、豊橋（16本→18本）の各駅で停車本数が増え、浜松は日中でも1時間に1本が停車となり、静岡県の政令市の玄関駅の静岡駅・浜松駅に「ひかり」の大部分が停車となった。また、「ひかり」・「のぞみ」全列車が品川駅・新横浜駅の両駅に停車するようになる。
  2. 山陽新幹線では早朝の上り2本が増発され東広島駅・新尾道駅・新倉敷駅の各駅にて上り1 - 2本の「ひかり」が再び停車するようになった。また、相生駅で再び「ひかり」が「ひかり」を追い抜く現象が見られるようになった。
  3. 定期列車としては初めてN700系「ひかり」が下り2本に設定される（このほか10月1日に上り1本に追加）。このうちの1本は初の新横浜始発列車（広島行き）である。
  4. 東京 - 新大阪間の上り「ひかり」432号（京都駅・米原駅・名古屋駅・静岡駅・新横浜駅・品川駅に停車）は、「ひかり」の最速達記録となる所要時間2時間47分の列車として設定。下り「ひかり」の東京 - 新大阪間の最速達列車は2時間57分とされたものの、前述の新横浜始発「ひかり」は横浜地区から大阪方面への最速達列車で、東海道新幹線内では日中の「のぞみ」とほぼ同じ所要時間で運行される列車として設定されている。新横浜 - 新大阪間（小田原駅・静岡駅・名古屋駅・京都駅に停車）の所要時間は2時間15分であり、名古屋 - 新大阪間の所要時間は従来より2分短い48分で最速達列車となっている。この「ひかり」は新神戸駅まで後続の「のぞみ」に先着し、西明石駅で新横浜駅を11分後に発車する「のぞみ」を待避する。
- 2009年（平成21年）3月14日：ダイヤ改正
  1. N700系を朝の上り始発の「ひかり」と名古屋 - 広島間の1往復に投入しスピードアップ。名古屋 - 広島間の列車は名古屋 - 博多間運行の1往復を短縮したもので、北九州・福岡市内に乗り入れる「ひかりレールスター」以外の定期「ひかり」が消滅。
  2. 新大阪 - 広島間運行の下り1本が岡山 - 広島間各駅停車となり、新倉敷駅・新尾道駅・東広島駅の各駅にて下り「ひかり」の停車が復活。
  3. ダイヤ改正以後も、N700系が充当される「ひかり」が順次増加（4月29日、10月2日、12月14日にそれぞれ1本ずつ増）。
- 2010年（平成22年）3月13日：ダイヤ改正
  1. 「ひかりレールスター」の5往復を多客期に運転する臨時列車に変更（定期列車を1日25往復から20往復に削減）。
  2. 下り1本をN700系に置き換え、N700系「ひかり」は計7本となる。
  3. 東京 - 新大阪間の下り「こだま」1本の運行区間が東京 - 名古屋間に短縮されるのに伴い、岐阜羽島駅と米原駅での停車本数が1本ずつ増加。これにより18時以降に東京駅を出発する下り列車が名古屋・新大阪間各駅停車となる。

### 山陽・九州新幹線の直通運転開始（2011年）
- 2011年（平成23年）3月12日：ダイヤ改正
  1. 16両編成の「ひかり」の3号車と、8両編成の「ひかりレールスター」の2号車を禁煙車に変更し、「ひかり」「ひかりレールスター」の自由席はすべて禁煙車となる[報道 2]。
  2. 「ひかり」495号が福山駅に追加停車。これにより定期の「ひかり」全列車（「レールスター」を含む）が福山駅に停車する。
  3. 九州新幹線全線開業による「さくら」「みずほ」運行開始に伴い、「ひかりレールスター」を20往復から10.5往復（上り11本、下り10本）に削減。またサイレンスカーの設定とチャイルドクッションの貸し出しを取り止める。また、この時に号数番号が「さくら」と「ひかり」で通し番号となった。
  4. 下りの小倉 → 博多間で実施していた自由席特急券等で普通車指定席に乗車できる特例を廃止。

- 2012年（平成24年）3月17日：ダイヤ改正
  1. 300系の営業運転を終了。
  2. 東京 - 姫路・岡山・三原間で運転されている「ひかり」4本を東京 - 新大阪間の運転に変更。
  3. 東京 - 新大阪間で運転されている一部の「ひかり」を2時間53分にて運転。
  4. 8両編成の「ひかりレールスター」の6号車を禁煙車に変更し、全車禁煙となる[報道 3]。
  5. 東京 - 岡山間で運転されている「ひかり」1往復を東京 - 広島間の運転に変更し、東京 - 広島間運転の「ひかり」が9年ぶりに復活。
  6. 朝の下り1本、岡山 - 広島間で運転される「ひかり」に500系を充当。
- 2013年（平成25年）3月16日：ダイヤ改正
  1. 名古屋 - 広島間で運転されている「ひかり」下り1本を名古屋-博多間の運転に変更し、名古屋 - 博多間運転の「ひかり」が4年ぶりに復活。
  2. 山陽新幹線内運転の「ひかり」が1往復増発され、新岩国に停車する「ひかり」が1997年以来、16年ぶりに復活。
  3. 「ひかり」の500系充当が終了。
  4. 東海道・山陽新幹線を直通する「ひかり」のうち、3本が運行区間を短縮。短縮された1本には広島行きも含まれており、これにより2018年3月のダイヤ改正まで、東京 - 広島間運転の「ひかり」が上りのみとなる。
- 2014年（平成26年）3月15日：ダイヤ改正
  1. 東京毎時33分発、東京毎時10分着の東京 - 新大阪間「ひかり」をすべてN700系へ統一。日中の標準所要時間は上り2時間54分、下り2時間53分となる。これに伴い、「のぞみ」の1時間当たりの最大運転本数10本体制が終日可能になる。
  2. 東京 - 岡山間「ひかり」の内、従来からの468号に加えて465号および476号もN700系運用となる。
  3. 東京 - 新大阪間の上り「ひかり」536号（京都駅・米原駅・名古屋駅・静岡駅・新横浜駅・品川駅に停車）が2時間44分運転の設定となり、同区間における「ひかり」の最速達記録を3分短縮。
- 2015年（平成27年）3月14日：ダイヤ改正
  1. 東京 - 岡山間「ひかり」の内、下り3本、上り2本もN700系運用となる。
  2. 新横浜 - 広島間の下り「ひかり」493号の東海道新幹線区間の最高速度を285km/hに引き上げ。
- 2016年（平成28年）3月26日：ダイヤ改正
  1. 東京 - 岡山間「ひかり」の内、461号・469号・472号・480号の2往復がN700系運用となる。
- 2017年（平成29年）3月4日：ダイヤ改正
  1. 東海道新幹線区間の全定期列車がN700系運用となる。
  2. 東京毎時03分発、東京毎時40分着の東京 - 岡山間「ひかり」の最高速度を、東海道新幹線区間は285km/h、山陽新幹線区間は300km/hに引き上げ[注 9]。
- 2018年（平成30年）3月17日：ダイヤ改正
  1. 東京 - 岡山間で運転されている「ひかり」下り1本を、岡山 - 広島間運転の「こだま」と統合する形で東京 - 広島間の運転に変更。これにより、東京発広島行きの下り「ひかり」が5年ぶりに復活。
- 2022年（令和4年）3月12日：ダイヤ改正
  1. 東京発広島行きの下り「ひかり」が岡山行きに短縮され、再び上りのみとなる。
  2. 博多発岡山行きひかり590号が小倉始発に短縮。新大阪発博多行きひかり593号が廃止。これによりひかりレールスターは上り2本のみとなる。
- 2023年（令和5年）3月18日：ダイヤ改正
  1. 小倉発岡山行きひかり590号が新下関始発に短縮。博多発新大阪行きひかり592号が廃止。これによりひかりレールスターは上り1本のみとなり、博多〜新下関間、岡山〜新大阪間の定期運行を終了。

### 停車駅の沿革
ここでは、「ひかり」の停車駅、停車タイプの変遷について述べる。
- 1964年（昭和39年）10月1日：東海道新幹線開業、「ひかり」の運行開始。この時点での途中停車駅は名古屋駅・京都駅のみで、基本的に東京駅・新大阪駅を発着した。
「ひかり」は運行開始からしばらくすると、停車駅が追加されていき、途中停車駅が便によって異なる様々なタイプの列車が運行されてきたが、東海道・山陽新幹線の途中駅のうち名古屋駅、京都駅、新大阪駅、岡山駅、広島駅、小倉駅には各区間の開業以来、各区間を走行する全ての「ひかり」が停車している。このため、以下で停車駅を記述する際に、これらの駅および必ず発着駅となる東京駅・博多駅については、記載を省略する。
- 1972年（昭和47年）
  - 3月15日：山陽新幹線が岡山駅まで開業、新大阪駅 - 岡山駅間の停車駅によって、以下の3つのタイプに分けられた。
    1. 最速達タイプ（Wひかり）… 岡山駅まで無停車のもの（Wひかり）
    2. 一部通過タイプ（Aひかり）… 新神戸駅・姫路駅に停車するもの。
    3. 各駅停車タイプ（Bひかり）… 山陽新幹線内各駅停車。このタイプは、「こだま」の代替列車の役割も果たすこととなった。

  - 10月1日：1日3往復の「ひかり」が米原駅に停車するようになる。初めて「ひかり」の停車駅が追加された。
- 1975年（昭和50年）3月10日：山陽新幹線が博多駅まで開業する。
  - 博多開業時の新大阪 - 博多間の基本的な停車パターンは次の3通りであった。〔　〕は一部停車。ただし一部に例外設定の列車あり。
    1. 最速達タイプ（Wひかり）… 新大阪駅 - 岡山駅 - 広島駅 - 〔小郡駅（現・新山口駅）〕 - 小倉駅 - 博多駅
    2. 一部通過タイプ（Aひかり）… 新大阪駅 - 新神戸駅 - 姫路駅 - 岡山駅 - 新倉敷駅 - 福山駅 - 三原駅 - 広島駅 - 新岩国駅 - 徳山駅 - 小郡駅 - 新下関駅 - 小倉駅 - 博多駅（岡山駅 - 博多駅間は各駅停車だったが、後に新倉敷駅と三原駅を停車駅から除外。その後、新岩国駅が除外され、新下関駅と徳山駅が選択停車になる。）
    3. 各駅停車タイプ（Bひかり）… 山陽新幹線内各駅停車。ただし、博多開業時点では博多発着のBひかりは新大阪 - 岡山間または広島間でWひかりと同一の停車駅とされ、その補完に岡山または広島発着のBひかりを設定する形態となっていた[17]。
- 1976年（昭和51年）7月1日：「ひかり」が新横浜駅と静岡駅に1日1往復停車するようになる。Aひかりの停車駅から、新倉敷駅と三原駅を除外。
  - この時点で、東京 - 新大阪間における「ひかり」の停車パターン（最速達タイプを除く）は以下の通りである[18]。途中停車駅は、名古屋駅・京都駅を省略して記載している。また、ここで言う「山陽区間内」とは岡山駅、広島駅、博多駅のいずれかを指す。
    1. 米原駅に停車するタイプ。稀に新横浜駅と静岡駅の両駅が停車駅に加わる。東京駅・新大阪駅を発着する。
- 1980年（昭和55年）10月1日
  - 一部の「ひかり」が小田原駅・浜松駅・豊橋駅・岐阜羽島駅にも停車するようになる。
  - この時点で、東京 - 新大阪間における「ひかり」の停車パターン（最速達タイプ）は以下の通りである。途中停車駅は、名古屋駅・京都駅を省略して記載している。また、ここで言う「山陽区間内」とは岡山駅、広島駅、博多駅のいずれかを指す。
    1. 東京駅・広島駅発着タイプ … このタイプの基本停車駅は新横浜駅。新横浜駅に停車し、小田原駅に停車または通過するタイプ。東京駅・広島駅を発着し、小田原駅停車便は「Aひかり」として、小田原駅通過便は「Bひかり」として運行した。
    2. 東京駅・新大阪駅発着タイプ … このタイプの基本停車駅は米原駅。米原駅に停車し、新横浜駅と静岡駅の両駅に停車または通過するタイプ。東京駅・新大阪駅を発着する。
    3. 名古屋駅発着タイプ … 2種類あり、1つは、東京駅・名古屋駅を発着し、静岡駅・浜松駅・豊橋駅に停車するタイプ。もう1つは、名古屋駅・博多駅を発着し岐阜羽島駅に停車し「Wひかり」として運行するタイプ。
- 1985年（昭和60年）3月14日
  - 一部の「ひかり」が熱海駅・三島駅にも停車するようになり、全ての「ひかり」が通過する駅は1988年3月まで一旦消滅。各駅の「ひかり」の停車本数は、新横浜駅に毎時2本、静岡駅に毎時1本、小田原駅・熱海駅・三島駅・浜松駅・豊橋駅のうち2駅に毎時1本。
  - この時点で、東京 - 新大阪間における「ひかり」の停車パターン（最速達タイプを除く）は以下の通りである[19]。途中停車駅は、名古屋駅・京都駅を省略して記載している。また、ここで言う「山陽区間内」とは岡山駅、広島駅、博多駅のいずれかを指す。
    1. 新横浜駅停車タイプ … このタイプの基本停車駅は新横浜駅。新横浜駅に停車し、米原駅（稀に熱海駅、小田原駅のいずれかに変更）に停車または通過するタイプ。このタイプ（米原駅停車パターンを除く）の多くは東京駅・山陽区間内を発着し「Bひかり」として運行、米原駅停車パターンは東京駅・新大阪または岡山駅（「Bひかり」として）を発着した。稀に新横浜駅・米原駅・岐阜羽島駅に停車し、東京駅・新大阪駅を発着するパターンがある。
    2. 静岡駅停車タイプ … このタイプの基本停車駅は静岡駅。静岡駅に停車し、熱海駅・三島駅・浜松駅・豊橋駅のいずれかに停車（稀に2駅が停車駅に加わる）するタイプ。東京駅・新大阪駅を発着する。
    3. その他 … 米原駅のみに停車するタイプと、三島駅・豊橋駅に停車するタイプが存在する。いずれも東京駅・新大阪駅を発着する。
- 1988年（昭和63年）3月13日：新尾道駅、東広島駅が開業[注 10]。
  - この時点で、山陽新幹線内における「ひかり」の停車パターンは以下のように変更されていた。
    1. 最速達タイプ （Wひかり）… 一部の「Wひかり」に、新神戸駅または福山駅のいずれかが停車駅に加わる。
    2. 一部通過タイプ（Aひかり） … ほとんどの「Aひかり」が新岩国駅・新下関駅を通過するようになる。広島駅 - 博多駅間が各駅停車でなくなる。
    3. 各駅停車タイプ（Bひかり）… 新尾道駅・東広島駅を停車駅に追加。

  - この時点で、東京 - 新大阪間における「ひかり」の停車パターン（最速達タイプを除く）は以下の通りである。途中停車駅は、名古屋駅・京都駅を省略して記載している。また、ここで言う「山陽区間内」とは岡山駅、広島駅、博多駅のいずれかを指す。
    1. 新横浜駅停車タイプ … このタイプの基本停車駅は新横浜駅。新横浜駅に停車し、小田原駅・米原駅・岐阜羽島駅の3駅のうちいずれかに停車またはいずれにも停車しないタイプ。稀に小田原駅と米原駅の両駅が停車駅になる。山陽区間での運行については、基本的に3駅のうちいずれかに停車するパターンは東京駅・新大阪駅を発着、新横浜駅のみに停車するパターンは「Bひかり」として東京駅・山陽区間内を発着する（稀に東京駅・岡山駅発の「新神戸駅停車型Wひかり」として運行する）。ただし、米原駅または小田原駅に停車するパターンは、稀に東京駅・広島駅を発着し、A・Bいずれかの「ひかり」として運行する。
    2. 静岡駅停車タイプ … 以前と同様。ただし、豊橋駅停車パターンは東京駅・新大阪駅を発着し、それ以外は「Aひかり」として東京駅・岡山駅を発着するようになる。
    3. その他 … 米原駅のみに停車し、東京駅・広島駅発着の「福山駅停車型Wひかり」として運行するタイプ、岐阜羽島駅のみに停車し東京駅・新大阪駅を発着するタイプ、三島駅・豊橋駅に停車し、「Aひかり」として東京駅・岡山駅を発着するタイプがある。
- 1989年（平成元年）3月13日：この時点で東京駅・博多駅発着の「Aひかり」が徳山駅・新下関のいずれかに選択停車する。
- 1991年（平成3年）3月16日：（京都駅 - ）新大阪駅 - 博多駅間各駅停車の「ひかり」が消滅。各駅停車の区間が、岡山駅・広島駅で系統分離。
  - Bひかりが以下の通りタイプが別れる
    1. 新神戸駅のみ（稀に姫路駅が停車に加わる）に停車し、岡山駅 - 広島駅間が各駅停車となるタイプ。（仮に新神戸駅のみに停車するものをB-1タイプ、新神戸駅・姫路駅の両駅に停車するものをB-2タイプとする）
    2. 新大阪駅　- 広島駅間が各駅停車となるタイプ。（仮にB-3タイプとする）
    3. 新大阪駅 - 広島駅間を岡山駅のみに停車し、広島駅 - 博多駅間が各駅停車となるタイプ。（仮にB-4タイプとする）
    4. 新大阪駅 - 岡山駅間が各駅停車となるタイプ。（仮にB-5タイプとする）
- 1992年（平成4年）3月14日：「のぞみ」が登場する。
  - この時点で、山陽新幹線内の「ひかり」の停車パターンが以下のように変更。ただし、途中停車駅については、全列車停車駅を省略して記載している。
    1. Wひかり … 一部、新神戸駅、福山駅の両駅に停車する「Wひかり」が運行されるようになる。

  - この時点で、東京 - 新大阪間における「ひかり」の停車パターン（最速達タイプを除く）は以下の通りである。ただし、ここで言う「山陽区間内」とは岡山駅、広島駅、博多駅のいずれかを指す。また、山陽区間内に直通するタイプは、また、途中停車駅については、全列車停車駅を省略して記載している。
    1. 新横浜駅停車タイプ … 東海道新幹線内での停車パターンは以前と同様。ただし、稀に新横浜駅・岐阜羽島駅・米原駅の組み合わせで停車するようになる。東京駅・山陽区間内（稀に新大阪駅）を発着する。岡山発着便はB-5タイプ、広島駅発着便はB-1、B-3、新神戸駅・福山駅停車型Wひかりのいずれかのタイプ、博多発着便は「Aひかり」またはB-4として運行する。
    2. 静岡駅停車タイプ … 東海道新幹線内での停車パターンは以前と同様。東京駅・広島駅（B-2タイプとして）または岡山駅（「Aひかり」として）を発着する。
    3. その他 … 米原駅のみに停車するタイプ、三島駅・豊橋駅に停車し、B-2タイプとして運行するタイプがある。
- 1993年（平成5年）3月18日：「のぞみ」の運行区間が山陽新幹線まで拡大。これにより「ひかり」の運行形態を見直し。
  - Wひかり … 新神戸駅、福山駅、徳山駅、小郡駅の中から選択停車するようになる。
  - 新横浜駅停車タイプ … 新横浜駅のみに停車するパターンの大半が、東京駅・博多駅（稀に広島駅）に発着し、新神戸駅と福山駅・小郡駅のいずれかに停車する（稀に徳山駅が停車に加わる）「Wひかり」として運行。新横浜駅以外にも停車するパターンは、東京駅・岡山駅（B-5タイプ）または新大阪駅を発着する。
  - 静岡駅停車タイプ … 東海道管内の停車パターン、山陽区間での運行形態は基本的に以前と同様。ただし、東京駅・博多駅を発着し、静岡駅・浜松駅・新神戸駅・小郡駅に停車する「Wひかり」として運行するパターン、東京駅・広島駅を発着し静岡駅・豊橋駅・新神戸駅・福山駅に停車する「Wひかり」として運行するパターンが運行される。
- 1996年（平成10年）3月16日：新神戸駅が全ひかり停車駅になる。以降、停車駅を記載する際に同駅を省略する。
- 1997年（平成9年）11月29日：新岩国駅・東広島駅・三原駅・新尾道駅・新倉敷駅・相生駅が停車駅から除外、のちに「ひかり」の停車が復活。
  - この時点で、東京 - 新大阪間における「ひかり」の停車パターン（最速達タイプを除く）は以下の通りである。ただし、途中停車駅については、全列車停車駅を省略して記載している。
    1. 新横浜駅停車タイプ … 東海道区間で、新横浜駅のみに停車するパターン、新横浜駅・岐阜羽島駅・米原駅に停車するパターンの2パターン化される。前者の大半は、福山駅・小郡駅に停車（稀に徳山駅にも停車）する東京駅・博多駅発着の「Wひかり」として運行（稀に東京駅・新大阪駅発着または東京駅・広島駅発着の「Aひかり」となる）、後者の大半は、「Aひかり」として東京駅・広島駅（稀に岡山駅）を発着、若しくは東京駅・新大阪駅を発着する。稀に新横浜駅・小田原駅・岐阜羽島駅・米原駅に停車し、東京駅・新大阪駅を発着するパターン、新横浜駅・小田原駅・米原駅に停車し「Aひかり」として東京駅・岡山駅を発着するパターンがある。
    2. 静岡駅停車タイプ … このタイプに当てはまるほとんどの列車が、東京駅・岡山駅を発着する「Aひかり」の運行に統一される。また、東京駅・博多駅を発着し静岡駅・浜松駅に停車する「Wひかり」（前述）については、福山駅が停車駅に加わる。
- 1999年（平成11年）10月2日
  - この時点で一部の「ひかり」の停車パターンを僅かに変更。
    1. 新横浜駅停車タイプ … 新横浜駅のみに停車するタイプのうち一部が東京駅・博多駅を発着し山陽区間内を福山駅・小郡駅・新下関駅に停車し、姫路駅を停車または通過するタイプとして運行される。また、この時点で、東海道新幹線内においては、新横浜駅のみ停車パターンが「ひかり」の大半を占めており、東海道区間内で名古屋駅・京都駅のみに停車する最速達タイプが少なくなっている。
    2. 静岡駅停車タイプ … 静岡駅・豊橋駅・福山駅に停車し、東京駅・広島駅を発着するタイプが運行される。
- 2000年（平成12年）10月1日：相生駅の「ひかり」停車が復活。
- 2001年（平成13年）10月1日
  - この時点で、東京駅発着の「ひかり」のほとんどが、長い区間でも広島駅発着となる。「ひかり」の運行形態を一部見直し。
    1. 新横浜駅停車タイプ … 新横浜駅のみ停車パターンのほとんどが、山陽区間内で途中福山駅のみに停車し（稀に姫路駅にも停車）、広島駅発着（稀に小郡駅にも停車する博多駅発着）となる。新横浜駅・米原駅・岐阜羽島駅に停車するタイプは、新大阪駅発着または、姫路駅と小郡駅に停車し博多駅（稀に岡山駅）発着となる。稀に新横浜駅・小田原駅・米原駅に停車し、姫路駅まで各駅停車で岡山駅を発着するパターン、新横浜駅・小田原駅・岐阜羽島駅・米原駅・に停車し新大阪駅発着または姫路駅・福山駅・徳山駅・小郡駅に停車する博多駅発着のパターンがある。
    2. 静岡駅停車タイプ … このタイプにおけるほぼ全てのパターンにおいて、京都駅から姫路駅まで各駅停車となり岡山駅を発着するようになる。ただし、静岡駅・浜松駅に停車し、京都駅から岡山駅が各駅停車となるパターンもある。
    3. その他 … 新横浜駅・静岡駅・岐阜羽島駅に停車し新大阪駅を発着するパターン、新横浜駅・静岡駅・岐阜羽島駅に停車し米原駅から姫路駅が各駅停車となり岡山駅を発着するパターンがある。
- 2003年（平成15年）10月1日
  - 東海道新幹線品川駅開業。以後、すべての「ひかり」が新横浜駅・品川駅のうち少なくともいずれかに停車し、すべての「ひかり」が小田原駅、熱海駅、三島駅、静岡駅、浜松駅、豊橋駅、岐阜羽島駅、米原駅のうちから選択停車するようになる。東海道新幹線内で、京都駅・名古屋駅のみに停車する最速達タイプと両駅以外で新横浜駅のみに停車するパターンは「のぞみ」に格上げされる形で消滅。
  - 東京駅と広島駅・博多駅を結ぶ「ひかり」が消滅。
  - 東海道新幹線内の「ひかり」の停車パターンを大幅に見直し。豊橋駅を「静岡駅停車タイプ」の選択停車駅から「新横浜駅停車タイプ」の選択停車駅へ変更、さらに「新横浜駅停車タイプ」から新横浜駅のみ停車パターンを「のぞみ」へ格上げする形で除去。また後述の通り停車パターンを変更。
  - このダイヤ改正により、東海道新幹線全区間を走行する「ひかり」において、当時の同区間内全列車途中停車駅（名古屋駅・京都駅）を除く途中駅の停車パターンについては、主に以下の通りにパターン化された。ただし、いずれのタイプにも当てはまらない変則的な停車パターンの「ひかり」も存在した。
    1. 静岡駅停車タイプ … 東京駅・新大阪駅を発着し、品川駅と静岡駅に停車し、浜松駅または三島駅（ごく稀に熱海駅に変更）のいずれか、もしくは両駅に停車するタイプ。
    2. 新横浜駅停車タイプ … 東京駅・岡山駅を発着し、新横浜駅と名古屋駅 - 岡山駅間の各駅に停車し、小田原駅・豊橋駅のいずれかに停車（ごく稀に両駅を通過）するタイプ。
- 2006年（平成18年）3月18日：三原駅への停車が復活。
- 2008年（平成20年）3月15日
  - 「ひかり」の停車パターンを見直し。静岡駅停車タイプと新横浜駅停車タイプの発着駅を入れ替え。
  - 「新横浜駅」と「品川駅」に全てのひかりが停車するようになる
  - このダイヤ改正により、新横浜駅が全列車停車駅となったため、「静岡駅停車タイプ」は「東京・岡山発着タイプ」へ、「新横浜駅停車タイプ」は「東京・新大阪発着タイプ」へ変更。東海道新幹線全区間を走行する「ひかり」において、本改正以降の同区間内全列車途中停車駅（品川駅・新横浜駅・名古屋駅・京都駅）を除く途中駅の停車パターンについては、主に以下の通りにパターンが変更された。ただし、いずれのタイプにも当てはまらない変則的な停車パターンの「ひかり」も存在した。
    1. 東京・新大阪発着タイプ … 東京駅・新大阪駅を発着し、名古屋駅 - 新大阪駅間の各駅に停車し、小田原駅・豊橋駅のいずれか（ごく稀に両駅）に停車するタイプ。
    2. 東京・岡山発着タイプ … 東京駅・岡山駅を発着し、静岡駅・浜松駅と新大阪駅 - 岡山駅間の各駅に停車し、三島駅（ごく稀に熱海駅に変更）に停車または通過するタイプ。

  - 東広島駅・新尾道駅・新倉敷駅の各駅にて上り1 - 2本の「ひかり」の停車が復活。
- 2009年（平成21年）3月14日
  - 新倉敷駅・新尾道駅・東広島駅の各駅にて下り「ひかり」の停車が復活。
- 2011年（平成23年）3月12日
  - 「ひかり」495号が福山駅に停車し、「ひかり」全列車（「レールスター」を含む）が福山駅に停車する。
- 2013年（平成25年）3月16日
  - 新岩国に停車する「ひかり」が1997年以来、16年ぶりに復活。